# Acrocercops lithogramma
Acrocercops lithogramma är en fjärilsart som beskrevs av Edward Meyrick 1920. Acrocercops lithogramma ingår i släktet Acrocercops och familjen styltmalar. Inga underarter finns listade i Catalogue of Life.